# Calle de Mira el Sol

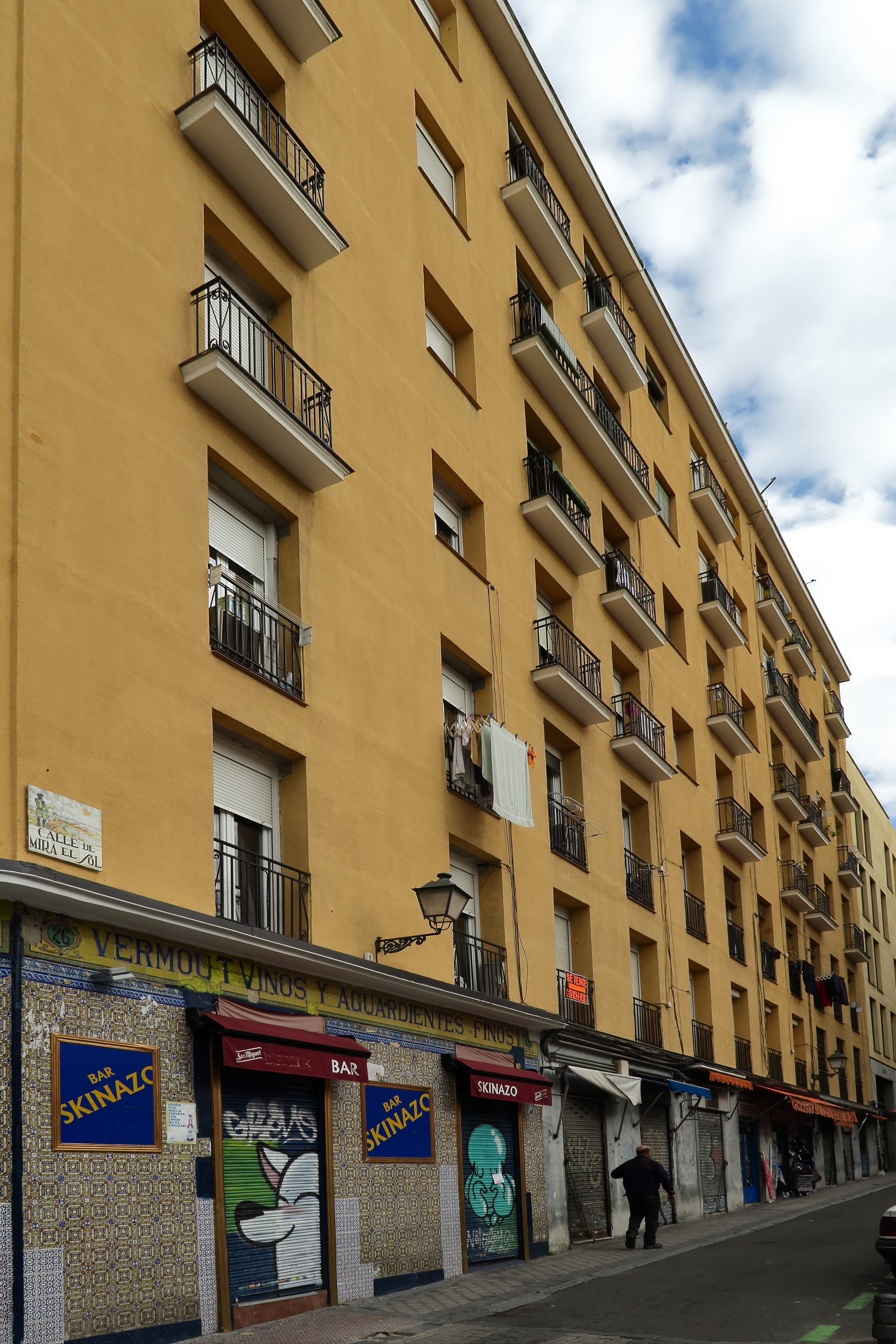
Calle Mira el Sol, desde plaza del Campillo del Mundo Nuevo (en 2016)

La calle de Mira el Sol es una vía pública de Madrid, situada en el barrio de Embajadores, distrito Centro, que va, en dirección este-oeste, desde la calle de Embajadores a la plazuela del Campillo del Mundo Nuevo, en el límite sur del mercado del Rastro madrileño. Está rotulada con este nombre en el plano de Texeira de 1656 y en el posterior de Espinosa (1769), y conforma un grupo temático con las calles vecinas de Mira el Río, Alta y Baja.
Su nombre, quizá legendario, es explicado por los cronistas a partir del supuesto hecho ocurrido el 2 de febrero de 1435 (1440 en otras versiones), cuando los madrileños de la zona se concentraron en los miradores que luego formarían la calle para contemplar "el primer día de sol claro, después de tres meses de lluvias y nieves".